# Marcusenius monteiri
Marcusenius monteiri és una espècie de peix pertanyent a la família dels mormírids i a l'ordre dels osteoglossiformes.

## Etimologia
Marcusenius fa referència a l'alemany Johann Marcusen (el primer ictiòleg a estudiar els mormírids de forma sistemàtica), mentre que l'epítet monteiri al·ludeix a l'entomòleg portuguès Joachim J. Monteiro (1833-1878), el qual va aconseguir-ne el tipus.

## Descripció
Fa 45 cm de llargària màxima i 1,6 kg de pes. Perfil superior del cap descendent en línia recta o lleugerament còncava. El musell fa entre 1/3-2/5 parts de la longitud del cap. Mandíbula inferior amb un apèndix dèrmic de forma arrodonida o oval i gairebé tan llarg com l'ull. Ulls entre 1/2-2/3 la llargada del musell. Entre 5-10 dents al maxil·lar superior i 6-10 a l'inferior. 28-33 radis a l'aleta dorsal i 36-43 a l'anal. Aletes pectorals punxegudes. Aleta caudal amb escates i amb els lòbuls punxeguts. Peduncle caudal 3 vegades tan llarg com alt. 75-80 escates a la línia lateral. És de color argentat.

## Hàbitat i distribució geogràfica
És un peix d'aigua dolça, demersal i de clima tropical, el qual viu a Àfrica: és un endemisme de la conca del riu Congo a la República Centreafricana, la República del Congo, la República Democràtica del Congo, Angola i Zàmbia, incloent-hi els llacs Pool Malebo i Mweru, i els rius Aruwimi, Uele, Luapula, Ubangui i Lualaba.

## Observacions
És inofensiu per als humans, el seu índex de vulnerabilitat és de baix a moderat (32 de 100) i la seua pesca és important a nivell comercial.